# Păltiniș (okręg Buzău)
Păltiniș – wieś w Rumunii, w okręgu Buzău, w gminie Gura Teghii. W 2011 roku liczyła 634 mieszkańców.